# Ушинка (Волгоградская область)
Ушинка — село в Руднянском районе Волгоградской области.
Входит в состав Лопуховского сельского поселения.

## География
В селе имеется одна улица: Советская.

## Население
Население села в 2002 году составляло 150 человек.
| 2010 |
| ---- |
| 112  |

### Известные жители
- Желтов, Аким Венедиктович (1906—1980) — сапёр Великой Отечественной войны, Герой Советского Союза (1943).
- Приписнов, Виктор Иванович (р. 1930) — председатель Волгоградской областной Думы (1998—2001), член Совета Федерации.